# André Valladier
André Valladier, né à Saint-Pal-de-Chalencon en 1565 et décédé le 13 août 1638 à l'abbaye de Saint-Arnould de Metz, est un jésuite, théologien, abbé de l’abbaye bénédictine de Saint-Arnould et écrivain français.

## Biographie
André Valladier est entré chez les Jésuites en 1586 et exerce comme professeur de rhétorique à Avignon. Il écrivit un premier livre « le Labyrinthe royal » décrivant la visite du roi Henri IV et de sa nouvelle épouse Marie de Médicis dans la ville d’Avignon. Ce livre eut un grand succès et de nombreuses éditions.
Vers 1608, il quitte la compagnie des Jésuites. Après quelques années à Lyon et Paris ou il fit l’éloge funèbre du roi Henri IV, il rejoint Metz pour devenir abbé de l’abbaye de Saint-Arnould en juin 1611. Il décède à l'abbaye en 1638.
Il a rédigé une dizaine d’ouvrages publiés.

## Œuvres notables
- Labyrinthe royal de l'Hercule gaulois triomphant, sur le suiect des fortunes, batailles... & autres faicts heroiques, & mémorables de Henry IIII, Roy de France & de Navarre, 1601[2],[3]
- Harangue funèbre de Henry le Grand qvatriesme de ce nom, tres-inuincible & incomparable roy, de France & de Navarre, d'éternelle mémoire, 1610
- Parénèse royale sur les cérémonies du Sacre du Très-chrestien Louys XIII Roy de France & de Navarre, 1611
- Epitaphe panegyrique ou le Pontife chrestien. Sur la vie, les mœurs & la mort de l’Illustr. Anne d’Escars, dict Cardinal de Givry, evesque de Metz, 1612
- Les Divines parallèles de la saincte Eucharistie. Sermons pour l'octave du sainct Sacrement, preschés à Paris à St. Médric, 1612
- La Saincte philosophie de l’âme. Sermons pour l’Advant, preschés à Paris à St. Médric, 1613
- L'Auguste Basilique de l'Abbaye Royale de Sainct Arnoul de Mets, de l'ordre de Sainct Benoict, 1615[4]
- Partitiones oratoriae, seu de Oratore perfecto, 1621 (en latin[5])
- Parallèles et célébritez parthénienes pour toutes les festes de la glorieuse mère de Dieu, sermons preschez à Paris, à S.-Estienne des Grecs durant l'octave de son Assumption, 1626
- Les saintes Montagnes et collines d'Orval et de Clairvaux, vive représentation de la vie exemplaire et religieux trépas de... Dom Bernard de Montgaillard, Abbé de l'abbaye d'Orval... au jour et célébrité de ses exèques faites solennellement trois jours durant, en l'église d'Orval, 1629[6]